# Байцар, Андрей Любомирович
Андрей Любомирович Байцар (1 сентября 1966, Винники) — украинский ученый-географ и краевед, доцент, кандидат географических наук, исследователь географии и истории города Винники.

## Биография
Окончил географический факультет Львовского университета (1988).
Работал старшим лаборантом кафедры физической географии (с 1988). В 1991—1996 ассистент кафедры физической географии.
В 1994 защитил кандидатскую диссертацию на тему «Верхняя граница леса в ландшафтных комплексах Украинских Карпат».
С 1996 — доцент кафедры географии Украины.

## Научная деятельность
- Направления научной деятельности: физическая география, география и история Крыма, ландшафтоведение, географическая терминология, география туризма, география и история города Винники.
- Читает курсы: «Физическая география Украины», «Географическая терминология», «География Украинских Карпат и Крыма», «Студенческий научный семинар».

Автор более 80 научных трудов, около 300 научно-краеведческих статей.

## Общественно-политическая деятельность
Депутат Винниковского городского совета от Всеукраинского объединения «Свобода» (2010—2015).

## Основные труды
Научные публикации:
1. «Байцар А.» География немецких поселений в Винниках (в контексте развития этнокультурного туризма) / А. Байцар // География и туризм: национальный и международный опыт: Материалы V междунар. наук. конф. — Львов, 2012. — С. 17-19.
2. «Байцар А.» Религиозный туризм и паломничество в г. Винниках / А. Байцар, Н. Байцар // География и туризм: национальный и международный опыт . Материалы VI междунар. наук. конф. — Львов, 2012. — С. 23-26.
3. «Байцар А. Л». Современное состояние и перспективы развития рекреационно-туристических ресурсов г. Винники Львовской области / Байцар А., Байцар Н. // Вестник Львов. ун-ту. Серия международные отношения. — Вып. 29. — Часть 1. — Львов, 2012. — С. 3-7.
4. «Байцар А. Л.» Типы верхней границы леса в Украинских Карпатах и их охрана / А. Л Байцар // Вестник Львовского университета. Серия географическая. — 2012. — Вып. 40. Ч. 1. — Львов, 2012. — С. 101—107.
5. Полонины Украинских Карпат: генезис, распространение и морфология // Вестник Львов. ун-ту. Серия географ. Вып. 29. — Львов, 2003. — С. 3-6.
6. Использование местных географических терминов Украинских Карпат в ландшафтоведении // Физическая география и геоморфология. — К., 2004. — С. 7-12.
7. Климатическая верхняя граница леса в Украинских Карпатах // Вестник Львов. ун-ту. Серия географ. Вып. 35. — Львов, 2008. — С. 3-6.
8. Местные географические термины Украинских Карпат // Вестник Львов. ун-ту. Серия географ. Вып. 36. — Львов, 2009. — С. 9-13

Учебные пособия:
1. «Байцар А.»(в соавторстве)Черногорский географический стационар. Учебное пособие. — Львов : Изд-во Львов. ун-та, 2003. — 132 с.
2. "Байцар А."Практикум по «Физической географии Украины». — Львов : Видавн. центр ЛНУ им. И. Франко, 2006. — 50 сек.
3. "Байцар А."Крым. Очерки исторической, естественной и общественной географии. Учебное пособие. — Львов : Видавн. центр ЛНУ им. И. Франка, 2007. — 224 с.
4. "Байцар А."Физическая география Украины. Учебное пособие. — Львов : Видавн. центр ЛНУ им. И. Франка, 2007. — 172 с.
5. "Байцар А."Физическая география Украины. Учебно-методическое пособие. — Львов : Видавн. центр ЛНУ им. И. Франка, 2012. — 354 с.
6. "Байцар А."География Крыма : учеб.-метод. пособие / А. Л. Байцар. — Львов : ЛНУ имени Ивана Франко, 2017. — с. 301.

Научно-краеведческие книги:
1. «Байцар А.» Выдающиеся винниковчане: Научно-краеведческое издание / А. Л Байцар. — Львов; Винники, 2012. — 88 с.
2. «Байцар А.» Винники: Научно-популярное краеведческое издание / А. Л Байцар. — Львов; Винники : Друксервіс, 2015. — 100 сек.
3. «Байцар А.» Винники туристические: Научно-краеведческое издание / А. Л Байцар. — Винники : Друксервіс, 2016. — 312 с.
4. «Байцар А.» История Винник в лицах: Научно-краеведческое издание / А. Л. Байцар. — Винники; Львов: ЗУКЦ, 2017. — 180 с.